# Chambon (Indre e Loira)
Chambon è un comune francese di 311 abitanti situato nel dipartimento dell'Indre e Loira nella regione del Centro-Valle della Loira.

## Società

### Evoluzione demografica
Abitanti censiti